# Surya Menang
Surya Menang is een bestuurslaag in het regentschap Ogan Komering Ulu van de provincie Zuid-Sumatra, Indonesië. Surya Menang telt 433 inwoners (volkstelling 2010).